# بان كرواتيا

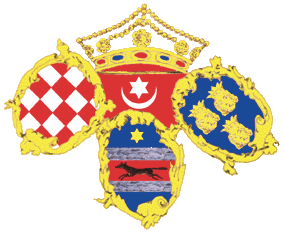
راية "بان كرواتيا" في القرن 19.

بان كرواتيا (بالكرواتية: Hrvatski ban)‏ كان لقب الحكام المحليين أو أصحاب المناصب، وبعد سنة 1102م، أصبح لقب نواب الملك في كرواتيا. منذ الفترات الأولى للدولة الكرواتية، كانت بعض المقاطعات يحكمها البان كممثل للحاكم (نائب الملك) والقائد العسكري الأعلى. في القرن الثامن عشر، أصبح بان الكرواتي في نهاية المطاف هو المسؤول الحكومي الرئيسي في كرواتيا.  كان البان على رأس الحكومة، وكان فعليًا أول رؤساء وزراء كرواتيا . استمرت مؤسسة بان في كرواتيا حتى النصف الأول من القرن العشرين، عندما تم استبدالها رسميًا بوظيفة رئيس الوزراء البرلماني. 

## أصل اللقب
تم التصديق عليه مباشرة في كتاب قسطنطين بورفيروجينيتوس في القرن العاشر بعنوان من إدارة الإمبراطورية باسم βο(ε)άνος ، في فصل مخصص للكروات وتنظيم دولتهم، واصفًا كيف أن حظرهم "شمل تحت حكمه كربافا وليكا وجاكا ".

## بان في عهد أسرة تربيميروفيتش
المراجع من الفترات الأولى نادرة، لكن التاريخ يذكر أن أول حظر كرواتي معروف كان بريبينا من القرن العاشر. في أوائل العصور الوسطى، كان الحظر هو حاكم المنطقة الملكية ليكا وجاكا وكربافا . وفي وقت لاحق، تم رفع معنى اللقب إلى حاكم المقاطعة في مملكة كرواتيا (925-1102). كان الملك ديمتريوس زفونيمير في الأصل خدم في عهد الملك بيتر كريسيمير الرابع .

### بان كرواتيا ودالماتيا
من عام 1225 إلى عام 1476، كان هناك بان موازٍ لكرواتيا ودالماتيا و"سلافونيا الكاملة". فيما يلي قائمة بالأولى، والأخيرة مدرجة في مقالة بان سلافونيا . خلال فترة ألقاب الحظر المنفصلة، كان العديد من الأشخاص يحملون كلا اللقبين، وهو ما يشار إليه في الملاحظات.
بعد وفاة الملك لويس الأول المجري ، تولت ابنته ماري العرش، مما أدى إلى مطالبة الملكين كارلو الثالث ولادسلاو الأول ملك نابولي بمملكة المجر . اندلعت حرب بين القوات الموالية لماري، ولاحقًا لزوجها وخليفتها سيغيسموند من لوكسمبورغ ، وتلك الموالية لاديسلاوس.
خلال هذا الوقت، عين سيغيسموند نيكولاس الثاني غاراي (الذي كان أيضًا كونت بالاتين ) لحظر كرواتيا ودالماتيا في عام 1392، وبوتكو كورجاكوفيتش في عام 1394، ثم جاراي مرة أخرى في الفترة من 1394 إلى 1397. كان نيكولاس الثاني غاراي أيضًا في ذلك الوقت هو بان سلافونيا، وخلفه لاديسلاف غريديفاكي (1402–1404)، بول بيسينيو (1404)، بافاو بيتش (1404–1406)، هيرمان الثاني ملك سيلجي (1406–1408).
قام لاديسلاوس بدوره بتعيين بان خاص به. في عام 1409، تم حل هذا الصراع الأسري عندما باع لاديسلاوس حقوقه في دالماتيا إلى جمهورية البندقية .

## بان عصرآل هابسبورغ
استمر عنوان بان في كرواتيا بعد عام 1527 عندما أصبحت البلاد جزءًا من ملكية هابسبورغ ، واستمر حتى عام 1918.
من بين أبرز عمليات الحظر في التاريخ الكرواتي كان أفراد عائلة زرينسكي الثلاثة نقولا سوبيك زرينسكي وأحفاده نيكولا زرينسكي وبيتار زرينسكي . هناك أيضًا اثنان من إردوديس البارزين: توما اردودي ، المحارب العظيم ورجل الدولة، و إيفان إردودي، الذي تدين له كرواتيا بالكثير لحماية حقوقها ضد النبلاء المجريين. مقولته الأكثر شهرة في اللاتينية هي Regnum regno Non praescribit Leges (مملكة قد لا تمنع القوانين لمملكة أخرى.)
في القرن الثامن عشر، أصبح بان كرواتي في نهاية المطاف من كبار المسؤولين الحكوميين في كرواتيا. لقد كانوا على رأس حكومة بان كي مون، وكانوا فعليًا أول رؤساء وزراء كرواتيا. أشهر حالات الحظر في تلك الحقبة كانت يوسب يلاتشيتش وإيفان مازورانيتش وجوزيب شوكيفيتش .

### بان في ملكية هابسبورغ
حكمت أسرة هابسبورغ مملكة كرواتيا ومملكة سلافونيا بين عامي 1527 و1918.

### بان في الإمبراطورية النمساوية المجرية
عادت كرواتيا إلى السيطرة المجرية في عام 1867 عندما أعيد تشكيل إمبراطورية هابسبورغ باعتبارها ملكية مزدوجة الإمبراطورية النمساوية المجرية . بين ذلك الحين وعام 1918 تم تعيين الحظر التالي:

## بان الكرواتي في مملكة يوغوسلافيا
كان بان أيضًا لقب حاكم كل مقاطعة ( بانوفينا ) في مملكة يوغوسلافيا بين عامي 1929 و1941. كان وزن العنوان أقل بكثير من وزن المكتب الإقطاعي في العصور الوسطى. تم تقسيم معظم الأراضي الكرواتية بين نهري سافا وبانوفينا الساحلية، ولكن كانت بعض الأجزاء أيضًا خارج هذه المقاطعات.
في عام 1939، تم إنشاء بانوفينا الكرواتية بموجب اتفاقية تسفيتكوفيتش-ماتشيك كوحدة ذات حكم ذاتي محدود. كانت تتألف من نهر سافا وساحل بانوفينا بالإضافة إلى أجزاء أصغر من نهر فرباس وزيتا ودرينا ودانوب بانوفينا. تم تعيين إيفان شوباشيتش لبان بانوفينا في كرواتيا حتى انهيار مملكة يوغوسلافيا في عام 1941. كان شوباشيتش أيضًا آخر شخص شغل منصب بان الكرواتي.

### بان داخل مملكة الصرب والكروات والسلوفينيين
بعد فترة وجيزة من الحكم الذاتي في نهاية الحرب العالمية الأولى ، تم دمج كرواتيا في مملكة الصرب والكروات والسلوفينيين (مملكة يوغوسلافيا) في عام 1918، تحت حكم أسرة كارادوريفيتش .
| صورة | اسم (ميلاد وفاة)                 | بداية المدة    | نهاية المدة    | ملحوظات | العاهل (فتره حكم)      |
| ---- | -------------------------------- | -------------- | -------------- | ------- | ---------------------- |
|      | إيفان باليتشيك (1868–1945)       | 20 يناير 1919  | 24 نوفمبر 1919 |         | بيتر الأول (1918–1921) |
|      | توميسلاف توملينوفيتش (1877–1945) | 24 نوفمبر 1919 | 22 فبراير 1920 |         | بيتر الأول (1918–1921) |
|      | ماتكو لاجينجا (182–1930)         | 22 فبراير 1920 | 11 ديسمبر 1920 |         | بيتر الأول (1918–1921) |
|      | تيودور بوشنجاك (1876–1942)       | 23 ديسمبر 1920 | 3 يوليو 1921   |         | بيتر الأول (1918–1921) |
|      | توميسلاف توملينوفيتش (1877–1945) | 2 مارس 1921    | 2 مارس 1921    |         | بيتر الأول (1918–1921) |

### بان سافا بانوفينا
في سنة 1929، أعاد الدستور الجديد للمملكة تسميتها مملكة يوغوسلافيا وقسم البلاد إلى بانوفينا .
| صورة | اسم (ميلاد وفاة)                  | بداية المدة   | نهاية المدة   | ملحوظات | العاهل (فتره حكم)         |
| ---- | --------------------------------- | ------------- | ------------- | ------- | ------------------------- |
|      | جوزيب سيلوفيتش (1858–1939)        | 3 أكتوبر 1929 | 1931          |         | ألكسندر الأول (1921–1934) |
|      | إيفو بيروفيتش (1881–1958)         | 1931          | 1935          |         | ألكسندر الأول (1921–1934) |
|      | ماركو كوسترينتشيتش (1884–1976)    | 1935          | 1936          |         | بيتر الثاني (1934–1941)   |
|      | فيكتور روزيتش (1893-1976)         | 1936          | 1938          |         | بيتر الثاني (1934–1941)   |
|      | ستانوي ميهالديتش (1892–1941/1956) | 1938          | 26 أغسطس 1939 |         | بيتر الثاني (1934–1941)   |

### بان منطقة بانوفينا الساحلية
| صورة | اسم (ميلاد وفاة)              | بداية المدة | نهاية المدة   | ملحوظات | العاهل (فتره حكم)       |
| ---- | ----------------------------- | ----------- | ------------- | ------- | ----------------------- |
|      | إيفو تارتاليا (1880–1949)     | 1929        | 1932          |         | ألكسندر آي (1921–1934)  |
|      | جوزيب جابلانوفيتش (1875–1961) | 1932        | 1935          |         | ألكسندر آي (1921–1934)  |
|      | ميركو بويتش (1894–1967)       | 1935        | 26 أغسطس 1939 |         | بيتر الثاني (1934–1941) |

### بان بانوفينا في كرواتيا
في عام 1939، تم إنشاء بانوفينا الكرواتية بموجب اتفاقية تسفيتكوفيتش وماتشيك كوحدة ذات حكم ذاتي محدود داخل مملكة يوغوسلافيا. كانت تتألف من سافا وبانوفيناس الساحلية إلى جانب أجزاء أصغر من فرباس وزيتا ودرينا ودانوب بانوفيناس.
| صورة | اسم (ميلاد وفاة)             | بداية المدة   | نهاية المدة   | ملحوظات                | العاهل (فتره حكم)       |
| ---- | ---------------------------- | ------------- | ------------- | ---------------------- | ----------------------- |
|      | إيفان شوباشيتش (1892 – 1955) | 26 أغسطس 1939 | 10 أبريل 1941 | آخر من يحمل لقب الحظر. | بيتر الثاني (1934–1941) |

## أنظر أيضا
- برلمان كرواتيا
- قائمة حكام كرواتيا
- تاريخ كرواتيا
- الجدول الزمني للتاريخ الكرواتي
- تابولا باناليس

## روابط خارجية
- بان كرواتيا ودالماتيا (نمط Ban Hrvatske i Dalmacije )" في World Statesmen.org